# Kostel Božího hrobu (Paříž)
Kostel Božího hrobu (tj. Église Saint-Sépulcre) byl kapitulní kostel v Paříži. Nacházel se v prostoru dnešního domu č. 60 na Rue Saint-Denis. Kostel byl zbořen za Velké francouzské revoluce.

## Historie
Kostel a špitál patřily řádu Křižovníků Božího hrobu a byly založeny v roce 1326 pro poutníky, kteří přijížděli do Paříže na cestě do Jeruzaléma či z Jeruzaléma kvůli návštěvě Božího hrobu. Kostel byl zrušen za Francouzské revoluce v roce 1790. O rok později kostel koupila společnost batávských (holandských) obchodníků. Ti nechali zbořit staré budovy a na jejich místě postavit obchodní dům. Tato budova byla později také zbořena při proražení bulváru Sébastopol a rozšíření Rue de la Cossonnerie.